# 호메로스 문제

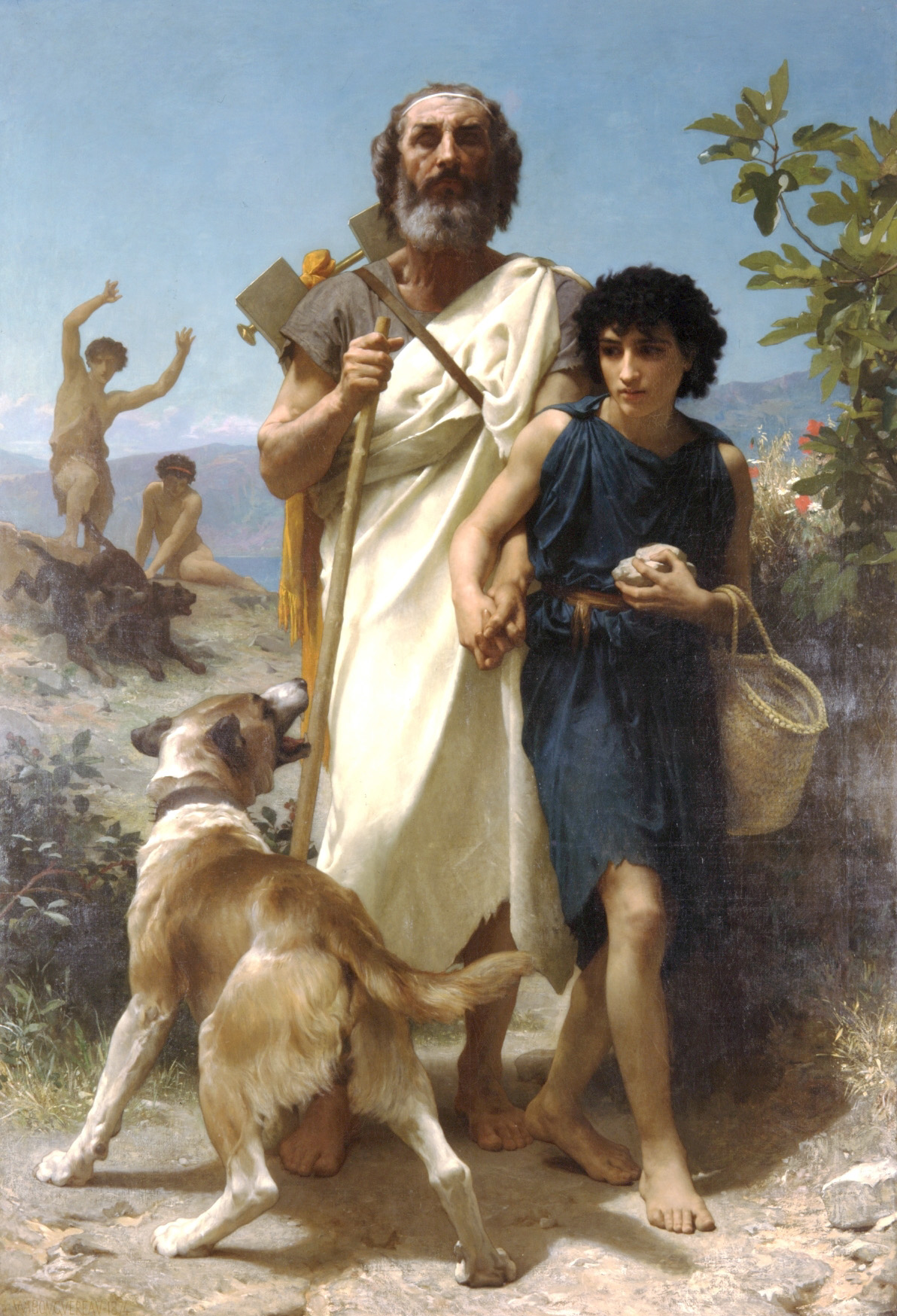
호메로스는 과연 실존인물인가?

호메로스 문제(Homeric Question)란 고대 그리스의 서사시 《일리아스》와 《오디세이아》의 저자라고 알려진 호메로스의 정체가 무엇인지, 그리고 그가 남긴 두 서사시의 내용이 역사적 실제인지 여부에 관한 문제이다. 이 문제는 고전 고대부터 이미 불거져 나오던 문제였다.
호메로스 문제는 다음과 같이 요약할 수 있다.
- 호메로스가 도대체 누구인가?[1]
- 《일리아스》와 《오디세이아》의 저자가 과연 동일인인가?[2]
- 두 서사시는 언제 어디서 누구에 의해 어떤 환경에서 지어졌는가?[3]

여기에 근현대의 문헌비평학 및 고고학적 연구를 통해 다음 두 질문을 더하기도 한다.
- 호메로스 서사시들에서 묘사하는 내용은 얼마나 믿을 수 있는가?[4]
- 호메로스 서사시들의 구성요소가 얼마나 오래된 것인지 정확히 언제쯤으로 연대를 추정할 수 있는가?[5]

## 참고 자료
- Fowler, Harold North (1903). A History of Ancient Greek Literature. Museum Tusculanum Press. ISBN 87-7289-096-7.
- Jensen, Minna Skafte (1980). The Homeric Question and the Oral-Formulaic Theory. D. Appleton and Company.
- Kahane, Ahuvia (2005). Diachronic Dialogues: Authority and Continuity in Homer and the Homeric Tradition. Rowman & Littlefield Publishers. ISBN 0-7391-1134-5.
- Luce, J.V. (1975). Homer and the Homeric Age. Harper & Row. ISBN 0-06-012722-8.
- Nilsson, Martin P. (1972). The Mycenaean Origin of Greek Mythology. University of California Press. ISBN 0-520-01951-2.